# خدایان شاخدار

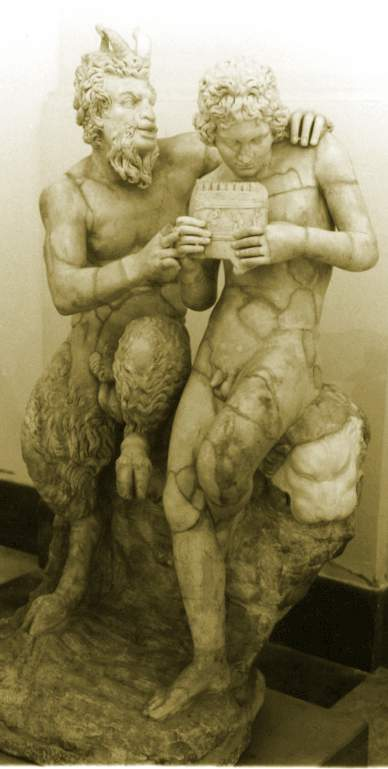
پان به آموزش ارونوس خود، چوپان دافنیس می‌پردازد، تا در لوله‌ها بدمد و بنوازد، نسخه کپی از قرن دوم پس از میلاد از روی نسخه اصلی یونانی ۱۰۰ سال پیش از میلاد که در پمپئی یافت شد

خدایان به تصویر کشیده شده با شاخ در ادیان مختلف در سراسر جهان یافت می‌شوند.

## الهه شاخ‌دار هاتور

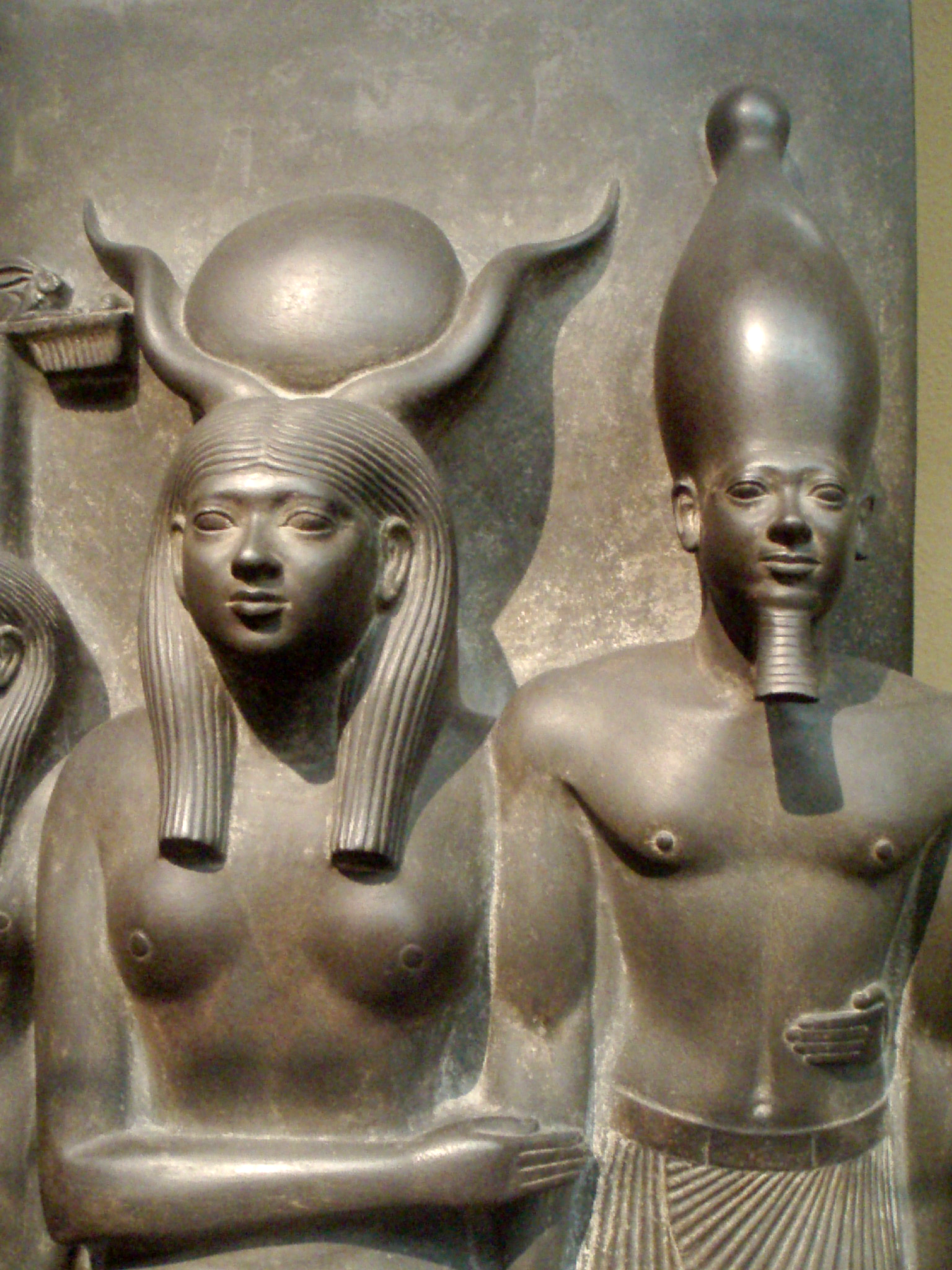
مجسمه سه‌گانه که فرعون مکورا را نشان می‌دهد توسط الهه هاتور نگه داشته شده است.

هاتور معمولاً به عنوان الهه گاو با شاخ‌هایی بر سر به تصویر کشیده می‌شود که در آن دایرهٔ خورشیدی اورائوس نصب شده است. در دوره‌های بعدی یک گردنبند منات نیز به تزئینات اضافه می‌شود. هاتور ممکن است همان الهه گاو باشد که پیشتر در لوح نارمر و روی یک سنگ قبر از سلسله اول فراعنه قرار گرفته است که نشان‌دهنده نقشی به عنوان الهه آسمانی و رابطه او با هوروس است که به عنوان خدای خورشید در او سکنی گزیده است.
هاتور رابطه‌ای پیچیده با رع داشت، در یک اسطوره چشم اوست و دختر او در نظر گرفته می‌شود، اما بعدها وقتی رع نقش هوروس را در پادشاهی به عهده گرفت، او را مادر رع می‌دانند. او این نقش را از الهه گاو دیگری با نام 'Mht wrt' ("سیل بزرگ") که مادر رع در اسطوره خلقت بود جذب کرد و او را بین شاخ‌های خود حمل کرد. به عنوان مادر هر روز صبح رع را در افق شرق به دنیا می‌آورد و به عنوان همسر هر روز او را درآمیختن با او در طول روز آبستن می‌شد.
بت (Bat) الهه گاو دیگری در اساطیر مصر است که به صورت چهره‌ای انسانی با گوش و شاخ گاو به تصویر کشیده شده است. در زمان پادشاهی میانه، هویت و ویژگی‌های او در الهه هاتور قرار گرفت. پرستش بت به دوران پیشین می‌رسد که ممکن است منشأ آن ریشه در گله‌های گاو در اواخر دوران پارینه‌سنگی داشته باشد. بت الهه اصلی سشش (Seshesh) بود که با نام هو (Hu) یا دیوپولیس پاروا (Diospolis Parva)، نام خانواده هفتمین نوم (nome) مصر علیا شناخته می‌شد. تصویرسازی بت به عنوان یک گاو الهی به طرز چشمگیری شبیه به هاتور، الهه موازی از مصر سفلا بوده است. تفاوت قابل توجه در تصویر آن‌ها این است که شاخ‌های بت به سمت داخل و منحنی شاخ‌های هاتور کمی به سمت بیرون متمایل است. این امکان وجود دارد که این تفاوت بر اساس تفاوت در نژادهای مختلف گله‌های گاو در زمان‌های متفاوت باشد.

## فرقه خدایان گاو
در مصر، گاو به عنوان آپیس، تجسم پتاح و بعداً ازیریس پرستش می‌شد. مجموعه‌ای طولانی از گاوهایی که به لحاظ آیینی «کامل» بودند توسط کاهنان به عنوان خدا شناسایی شدند که طول عمر خود در معبد می‌گذراندند، سپس در یک تابوت‌دان غول پیکر، مومیایی و محصور می‌شدند. یک توالی طولانی از تابوت‌های سنگی یکپارچه در سراپیوم نگهداری می‌شد که توسط آگوست ماریت در سال ۱۸۵۱ در سقاره کشف شد. گاو به عنوان منویس نیز پرستش می‌شد، تجسم آتوم-رع، در هلیوپولیس. کا میان افسانه‌های مصر هم مفهومی مذهبی از نیروی زندگی/قدرت است و هم در کلمه به معنی گاو نر است.
منویس به عنوان یک گاو زنده شناخته می‌شد. این ممکن است بقایایی از قربانی کردن پادشاهان پس از یک دوره سلطنت باشد، که به عنوان فرزندان بات یا هاتور به عنوان خدایان گاو باستانی فرقه‌های اولیه خورشیدی در نظر گرفته می‌شدند؛ بنابراین، همانگونه که به عنوان نمادی از خدای بعدی خورشید، رع نیز دیده می‌شود، منیویس هم اغلب در هنر با دایره‌ای خورشیدی مادرشان هاتور در بین شاخ‌های آن دیده می‌شود.

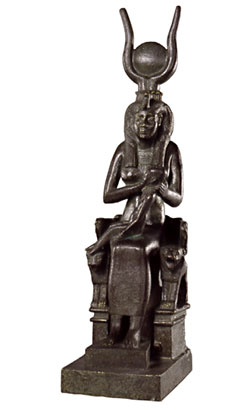
ایزیس با شاخ

خدایان کنعانی مولوخ (طبق انجیل) غالباً به صورت یک گاو به تصویر کشیده و در روایات ابراهیمی به یک دیو گاو تبدیل شده. گاو نر در فرهنگ‌های یهودی-مسیحی از دوره‌ای از انجیل پدیدار می‌شود که در آن تمثال گوساله طلایی توسط هارون ساخته می‌شود و توسط عبری‌ها در بیابان سینا (سفر خروج) مورد عبادت قرار می‌گیرد. از متن کتاب مقدس عبری می‌توان فهمید که این بت بیش از آنکه به عنوان یک خدای جدید معرفی شود، به عنوان نماینده یک خدای جداگانه یا به عنوان نماینده یهوه معرفی می‌شود، شاید از طریق ارتباط یا هماهنگی با خدایان گاو مصری یا شام.
در کتاب مقدس در خروج ۳۲: ۴ چنین آمده است: "او آنها را (گوشواره‌های طلای قوم را) از دست ایشان گرفته، آن را با قلم نقش کرد و از آن گوساله ریخته شده ساخت و ایشان گفتند: «ای اسرائیل این خدای تو است که تو را از زمین مصر بیرون آورد.»"
نحمیا ۹:۱۸": حتی وقتی آنها بت را مانند گوساله درست کردند و گفتند: این خدای شما است که شما را از مصر بیرون آورده است، آنها کفرهای وحشتناکی مرتکب شدند."
بتهای گوساله بعداً در تناخ (انجیل عبری)، مانند کتاب هوشع نبی، به صورت دقیق‌تری به عنوان عنصری ثابت از فرهنگ‌های غرب آسیایی دیده می‌شوند.
به گفته کتاب پادشاهان سلیمان ۷:۲۵"دریای برنز" پادشاه سلیمان بر روی دوازده گاو نر برنزی ایستاده است.
گاوهای جوان به عنوان نشانگرهای مرزی در تل دان و در بثل در مرزهای پادشاهی اسرائیل قرار گرفته بودند.

## خدایان قوچ در مصر باستان
قوچ در مصر باستان در امور باروری و جنگ مورد احترام بود. خدایان اولیه با شاخ‌های موج دار و بلند قوچ شامل خنوم و خدای معادل آن در مصر سفلی، بانبتد «خدای قوچ جدت (Djedet)» (مندس) است که به‌طور معمول با چهار سر قوچ نشان داده شده بود تا نمایانگر چهار روح (بع) خدای خورشید باشد. بانبدت همچنین ممکن است با چهار خدای نخستین حاکم بر مصر، اوسیریس، گِب، شو و رع - اتوم نیز مرتبط باشد، با زیارت‌گاه‌های گرانیتی بزرگ که به هر یک در پناهگاه مندس اختصاص داده شده است. کتاب گاو آسمانی قوچ مندس را به عنوان بع برای اوسیریس توصیف می‌کند، اما این یک ارتباط انحصاری نبود.
فهرست خدایان مصری مرتبط با قوچ:
- خنوم (یکی از اولین خدایان مصر)
- هارسافس (خدا قوچ هراکلئوپولیس)
- خیرتی (گونه ای از آکن، خدای اصلی در اساطیر مصر)
- اندجتی (متقدم بر اوزیریس، Auf Efu Ra).
- هورم آخت (خدایی که به صورت ابوالهول با سر یک مرد، شیر یا قوچ به تصویر کشیده شده است)
- بانبتد (خدای قوچ با چهار خدای اول مصر مرتبط است: اوسیریس، گب، شو، ره-اتوم)
- آمون (خدای قوچ الهام بخش فرقه آمون)

## فرقه آمون

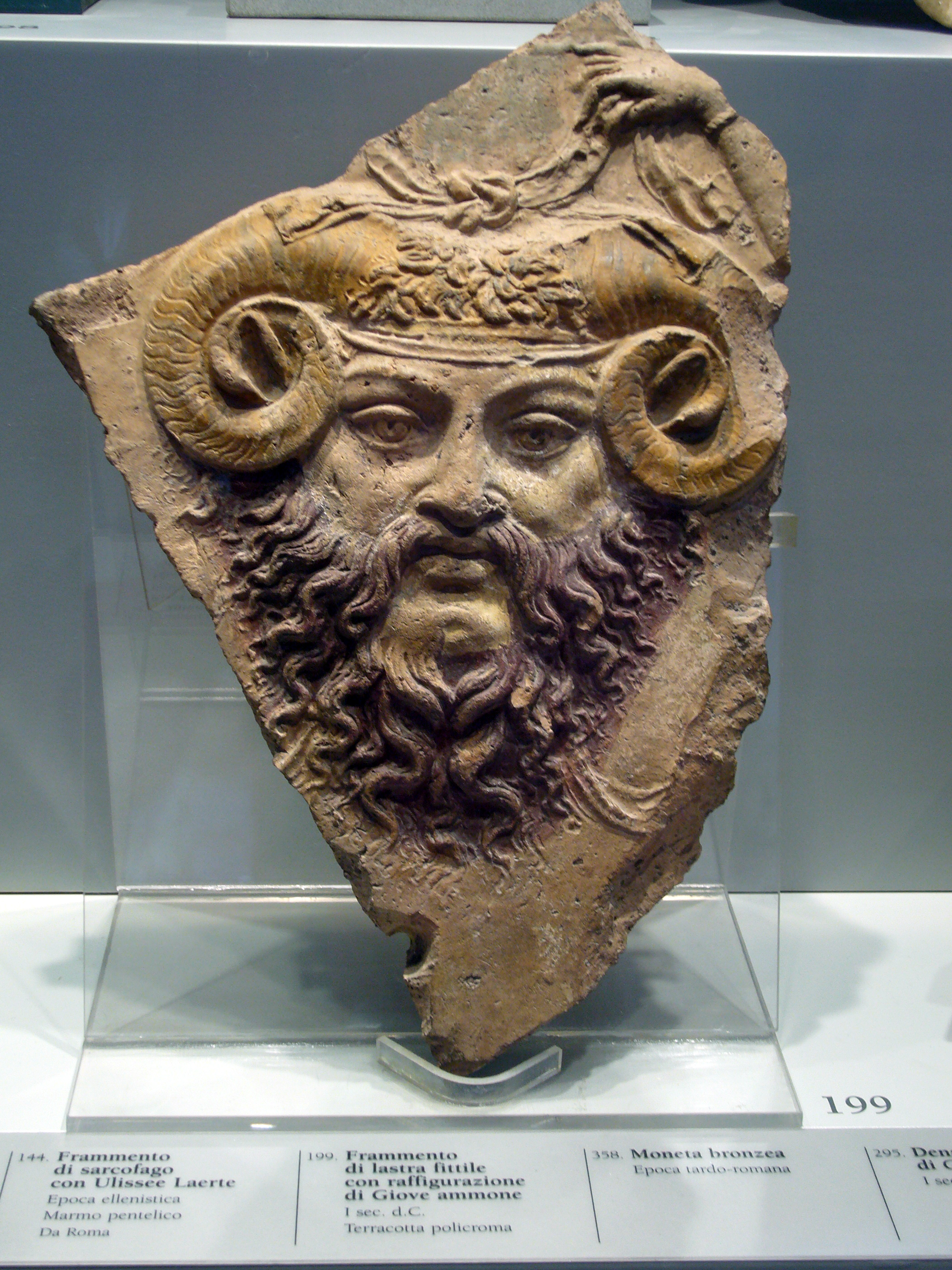
شمایل رومی از گل، خدای ژوپیتر آمون با شاخ‌های قوچ، قرن اول میلادی (Museo Barracco، رم)

پرستش آمون در دوره اولیه احتمالاً به واسطه مستعمره یونان در سیرن وارد یونان شد که احتمالاً بلافاصله پس از جایگیری پیوندی با معبد بزرگ آمون در اوآسیس برقرار کرده باشد. آمون یک معبد و مجسمه، هدیه‌ای از حال پیندار، در تبس، داشت و یکی دیگر در اسپارت که ساکنانش آن‌گونه که پوسانیاس می‌گوید، بیشتر از پیشگوی آمون در لیبی مشورت می‌گرفتند تا از دیگر یونانی‌ها. در ایفیتیس، خالکیدیکه، آمون از زمان لیساندر پرستش شد، به همان اندازه با اشتیاق که در مناطق آمونیه پرستش می‌شد. پوندار شاعر سرودی در ستایش او سرود. در مگاپولیس خدا با شاخ قوچ (Paus. viii.32 1) نمایان شد و یونانیان سیرنیکا یک ارابه با مجسمه آمون را به دلفی اهدا کردند.
شهرت او در بین یونانیان کلاسیک آن‌چنان مشهور بود که اسکندر پس از نبرد ایسوس و در زمان اشغال مصر، به آنجا سفر کرد، جایی که او توسط اوراکل (موبد و پیشگوی معبد) فرزند پسر آمون اعلام شد. اسکندر پس از آن خود را الهی دانست. حتی در طول این اشغال، آمون از سوی این یونانیان به عنوان شکلی از زئوس شناخته شد. و همچنان به عنوان خدای اصلی محلی تبس بود.
یونانیان سیرنائیکی به جای خدای اصلی خود زئوس، معابدی برای خدای لیبیایی آمون ساختند. آنها بعداً خدای متعال خود زئوس را به عنوان آمون لیبی شناختند. برخی از آنها به پرستش خود آمون ادامه دادند. فرقه آمون در بین یونانیان چنان گسترده بود که حتی اسکندر تصمیم گرفت که توسط موبدان لیبیایی آمون به عنوان فرزند زئوس در معبد سیوان اعلام شود.

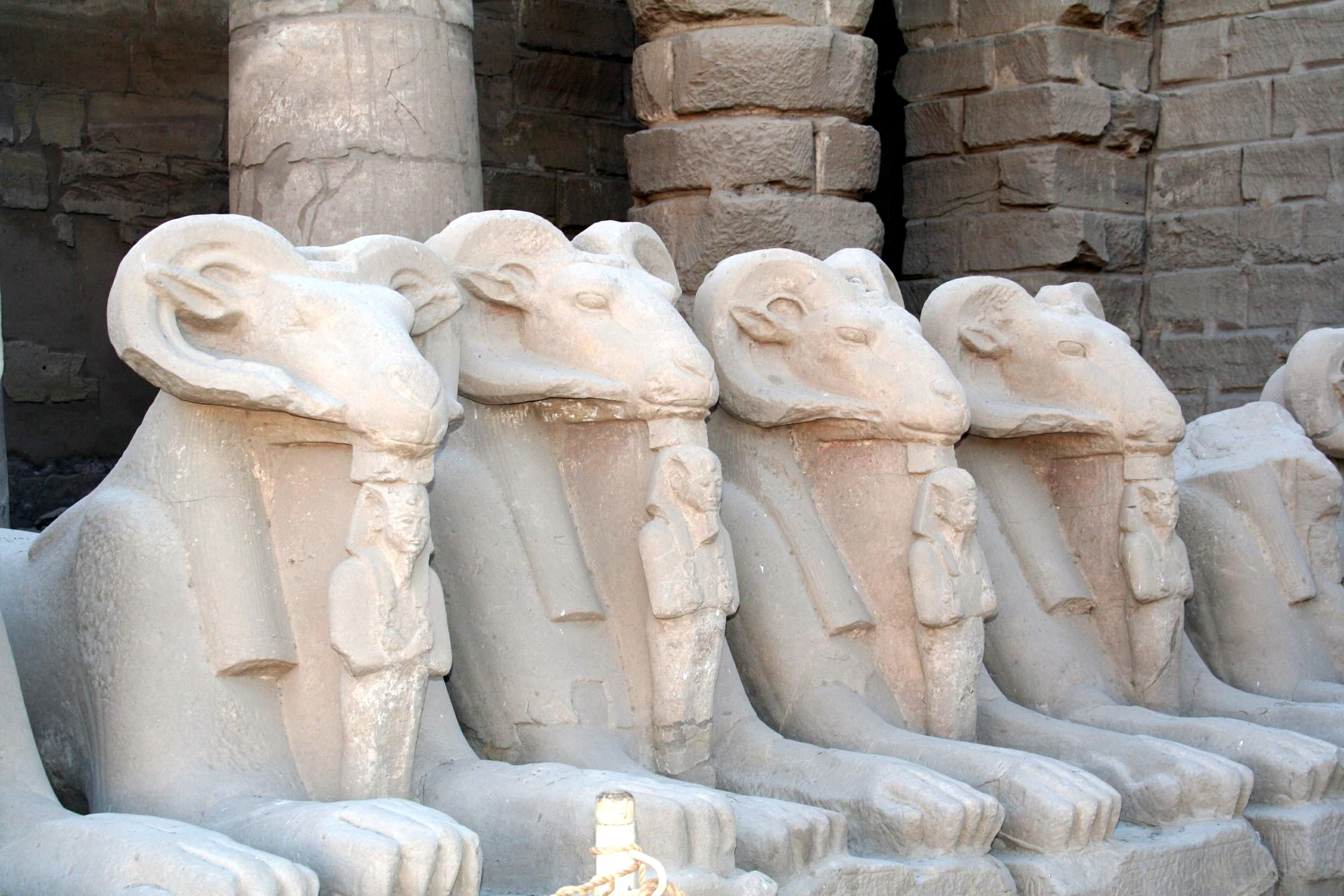
مجسمه‌های رام (قوچ) در ورودی به معبد آمون به خط شده‌اند

اگرچه منابع جدیدتر از وجود آمون در اساطیر بربرهای لیبیایی چشم‌پوشی می‌کردند، اما او شاید بزرگ‌ترین خدای باستان بربران بود. وی در یونان باستان مورد استقبال یونانیان باستان قرار گرفت و به علت نفوذ لیبی با خدای فینیفی/ کارتاژی بال هامون متحد شد. برخی از تصاویر قوچ در شمال آفریقا متعلق به دوره لیتی است که بین ۹۶۰۰ سال و ۷۵۰۰ پیش از میلاد واقع شده است. معروفترین معبد آمون در لیبی باستان معبد در واحه سیوا بود. از سوی برخی از محققان گفته شده که نام باستانی برخی قبایل بربر مانند گارامانتس و ناسامونی ممکن است به نام آمون مربوط باشد.
در آولیمیدن (Awelimmiden) طوارق، نام آمانای (Amanai) ممکن است که معنای نام خدا را داشته باشد. لیبیایی‌های باستان احتمالاً غروب خورشید را به عنوان تجسد آمون می‌پرستیدند که با شاخ‌های قوچ معرفی می‌شد.
در کارتاژ و شمال آفریقا، بعال-هامون به‌طور ویژه‌ای با قوچ مرتبط بود و به عنوان بعل قرنیم (ارباب دو شاخ) در یک پناهگاه روباز در جبل بو کورنین (تپه دو شاخ) در سراسر خلیج کارتاژ مورد پرستش واقع می‌شد.

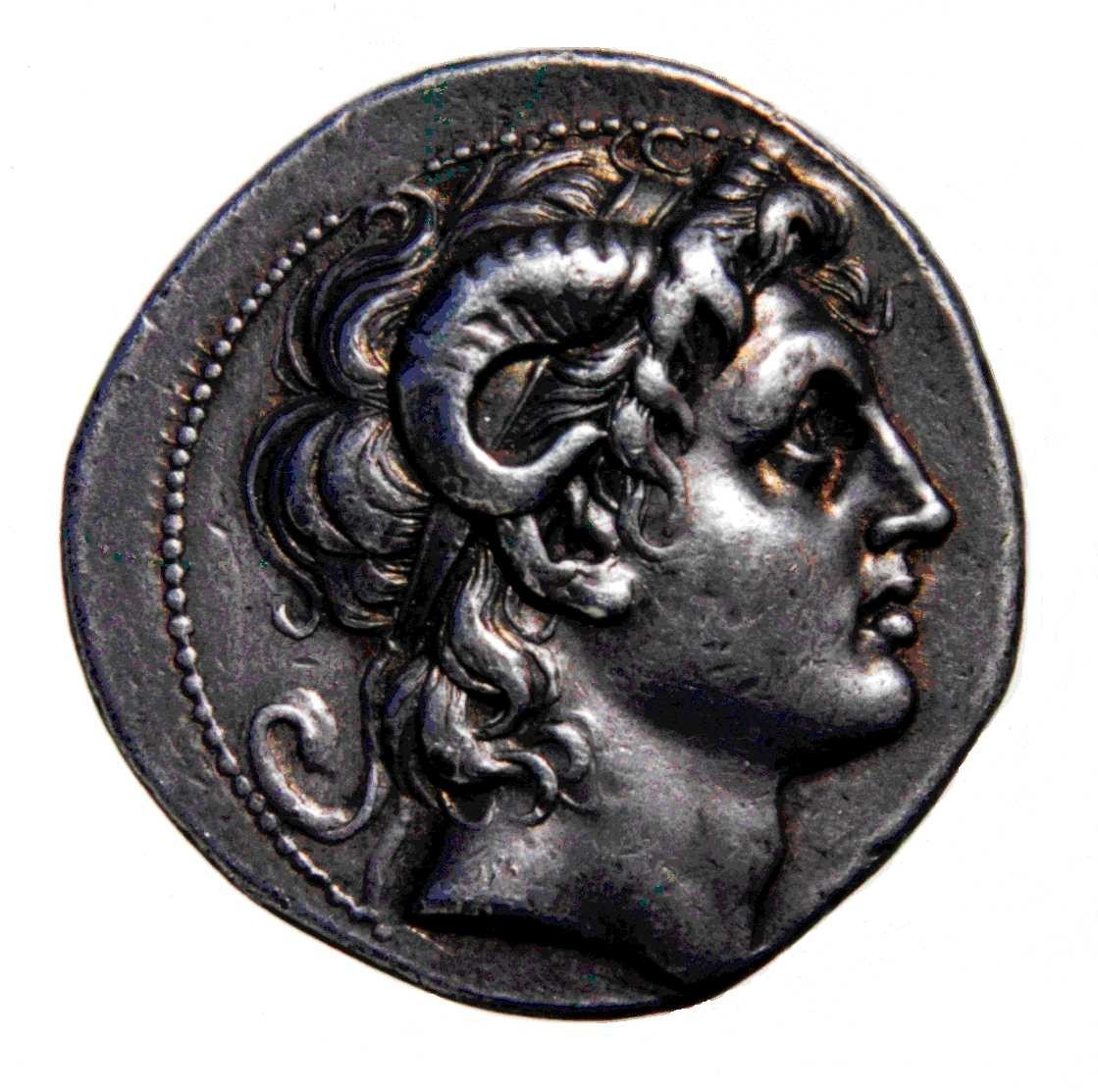
تترادراخمای نقره (سکه یونان باستان) که به نام اسکندر ضرب شده است، اسکندر را با شاخ‌های آمون به تصویر می‌کشد.

خدای مصری آمون-رع با شاخ قوچ به تصویر کشیده شده است. قوچ به دلیل رفتارهای فحلی نمادی از مردانگی در نظر گرفته می‌شده است. شاخ‌های آمون نیز ممکن است نمایانگر شرق و غرب عالم باشد و یکی از عناوین آمون «دو شاخ» بود. اسکندر در اثر فتح مصر باستان در سال ۳۳۲ قبل از میلاد با شاخهای آمون به تصویر کشیده شد، جایی که کاهنان او را به عنوان پسر خدای آمون پذیرفتند، که توسط یونانیان باستان با زئوس، پادشاه خدایان شناسایی شده بود. خدای ترکیبی زئوس-آمون چهره مشخصی در اساطیر یونان باستان بود. به گفته پنج مورخ باستان (آریان، کورتیوس، دیودوروس، ژوستین و پلوتارک)، اسکندر به نزد پیشگوی آمون در واحه سیوا در صحرای لیبی و شایعاتی منتشر شد مبنی بر اینکه اوراکل پدر اسکندر را آشکار کرده است و او خدای آمون است و نه فیلیپ. اسکندر خود را به عنوان فرزند زئوس-آمون معرفی کرد و حتی خواست تا به عنوان یک خدای عبادت شود: 
 به نظر می‌رسد که وی نسبت به واقعی بودن الوهیت خود اطمینان پیدا کرده و نیاز به پذیرش آن توسط دیگران داشته است… شهرهای دیگر لاجرم تبعیت کردند، اما در خود اسپارت فرمان او به طرزی استهزاءآمیز چنین خوانده شد: «از آنجا که اسکندر آرزو دارد یک خدا باشد، بگذارید باشد.» 

## بر اساس قاره

### اروپا

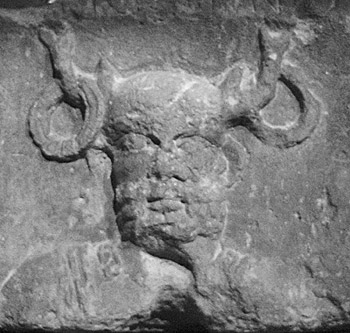
سرنانوس در ستون بوتمان

پان خدای شبانان و گله‌ها، وحشی‌های کوهستانی و موسیقی روستایی بود.
در فرهنگ‌های سلتیک تصویرسازی‌ها از چهره‌های دارای شاخ گوزن اغلب به عنوان سرنانوس ("شخص شاخ‌دار" در لاتین) شناخته می‌شوند. شواهد اصلی برای این امر از ستونی در پاریس است که منقوش به خدای رومی ژوپیتر است.
کوسیدیوس نام خدای جنگ رومی و انگلیس و خدای محلی در منطقه اطراف دیوار هادریان بود، که بعضی اوقات به صورت شاخ‌دار نشان داده می‌شود. او با جنگ و جنگل ارتباط دارد و بیشتر توسط افراد نظامی و طبقات پایین پرستش می‌شد.

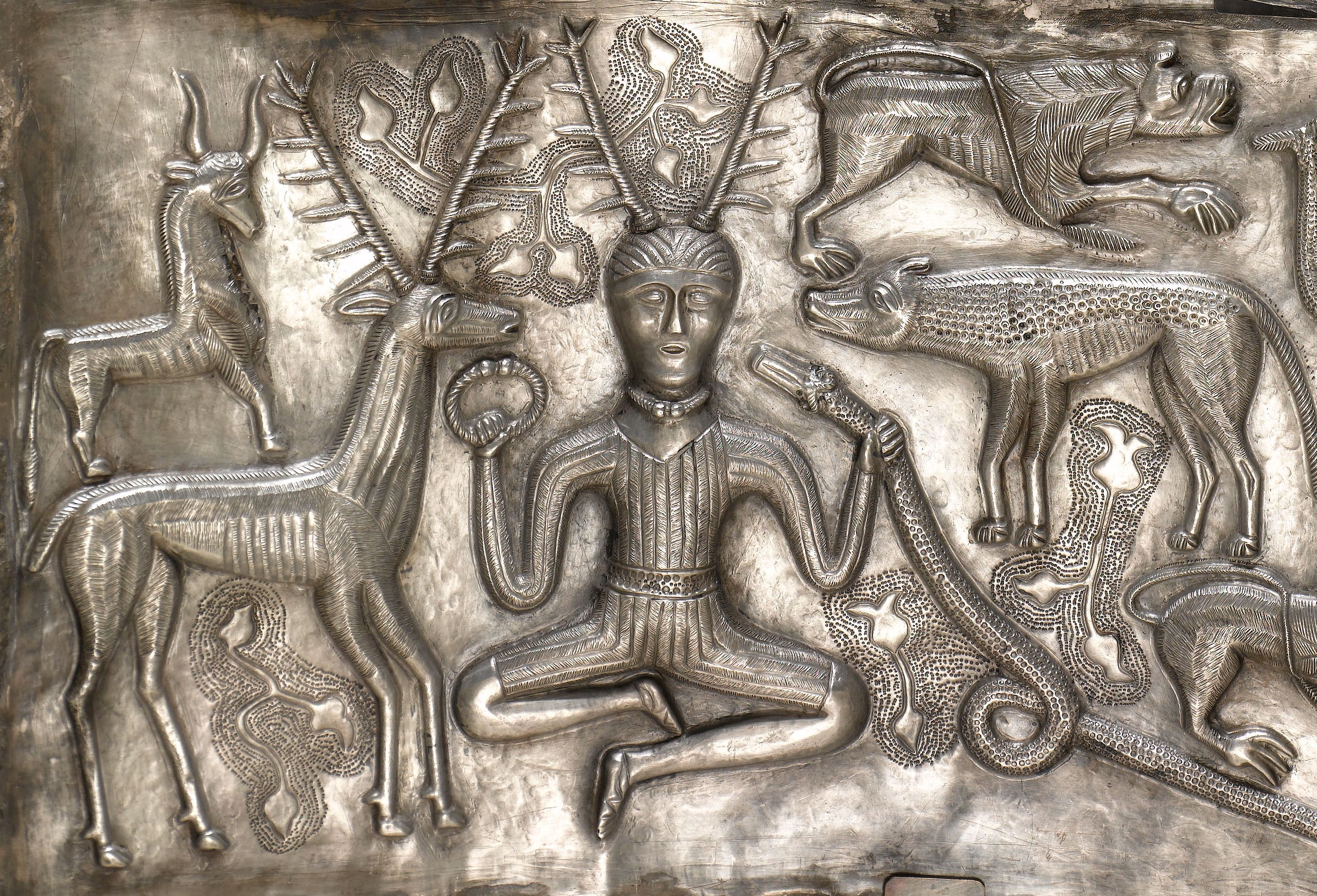
شمایل شاخ‌دار روی پاتیل گاندستراپ.

الیفاس لوی غیب باور قرن ۱۸م، معتقد بودند که خدای شبه‌تاریخی بافومه (که کلیسای کاتولیک روم ادعا کرده بود به عنوان بدعت توسط شوالیه‌های معبد پرستش می‌شود)، در واقع خدای شاخدار کاهنان لیبیایی (آمون) یا بز مندس بود.
برای سال‌ها محققین تصاویر پاتیل گاندستروپ را از منظر خدایان سلتی تفسیر می‌کنند. شمایل شاخدار در صفحه A عموماً به عنوان سرنانوس شناخته می‌شود.

### آفریقا
یک خدای وخشوری به شکل قوچ که نام آن ناشناخته است (بائل هامون - فنیقی / کارتاژی) توسط قبایل لیبی در سیوا پرستش می‌شده. این چهره توسط مصریان در به تصویر کشیدن خدای خود آمون گنجانیده شده است که به "تعبیر یونانی" (Interpretatio graeca) " زئوس - آمون در نظر گرفته شده است.
پیروان اودینانی (آیین عامیانه سنتی مردم ایگبو در جنوب شرقی نیجریه) خدای شاخ‌دار ایکنگو خدای موفقیت صادقانه می‌دانند و می‌پرستند، که دو شاخ آن نمادی از اراده شخصی است. مجسمه‌های چوبی کوچک از او به عنوان محراب شخصی ساخته شده و مورد ستایش قرار می‌گیرند.

### آسیا
مهر پاشوپاتی، مهر کشف شده در حفر حفاری موهن‌جو دارو در پاکستان، به عنوان نماینده احتمالی یک چهره «پیش-شیوا» توجه را مطرح شده است. این " پاشوپاتی " (پروردگار موجودات شبیه به حیوانات - سانسکریت: paśupati) مهری را نشان می‌دهد که دارای شاخ، احتمالاً در حالت نعوض است که توسط حیوانات احاطه شده.

چندین مهر در دره ایندوس صحنه جنگ بین جانوری ببر مانند و مردی را با شاخ، سم و دم نشان می‌دهد که با مرد گاونژاد بین‌النهرین انکیدو که یار گیلگمش بود مقایسه شده است و حکایت از انتقال اساطیر بین‌النهرین دارد. 

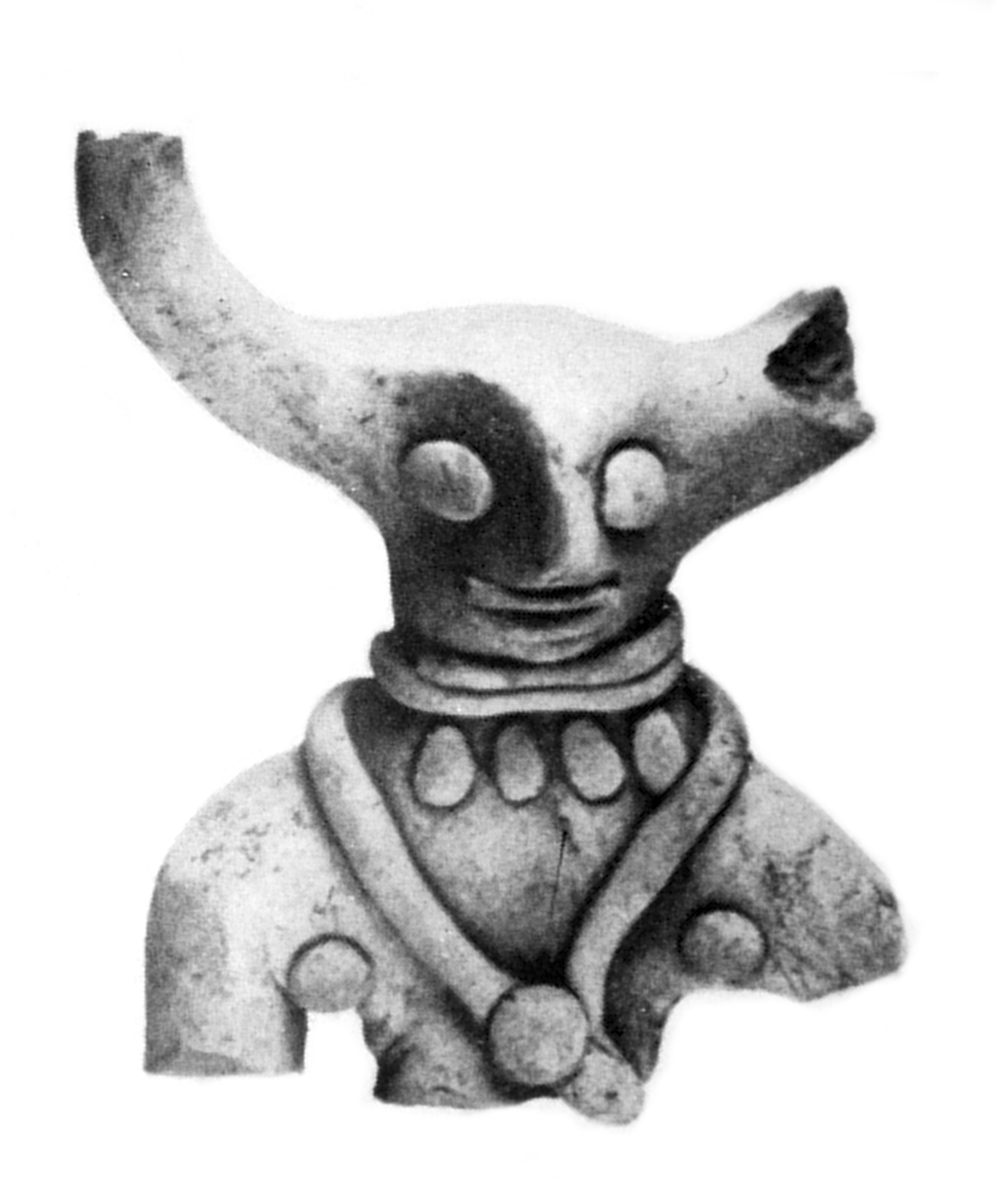
سفالینه‌ای ایندوسی از خدای شاخ‌دار.
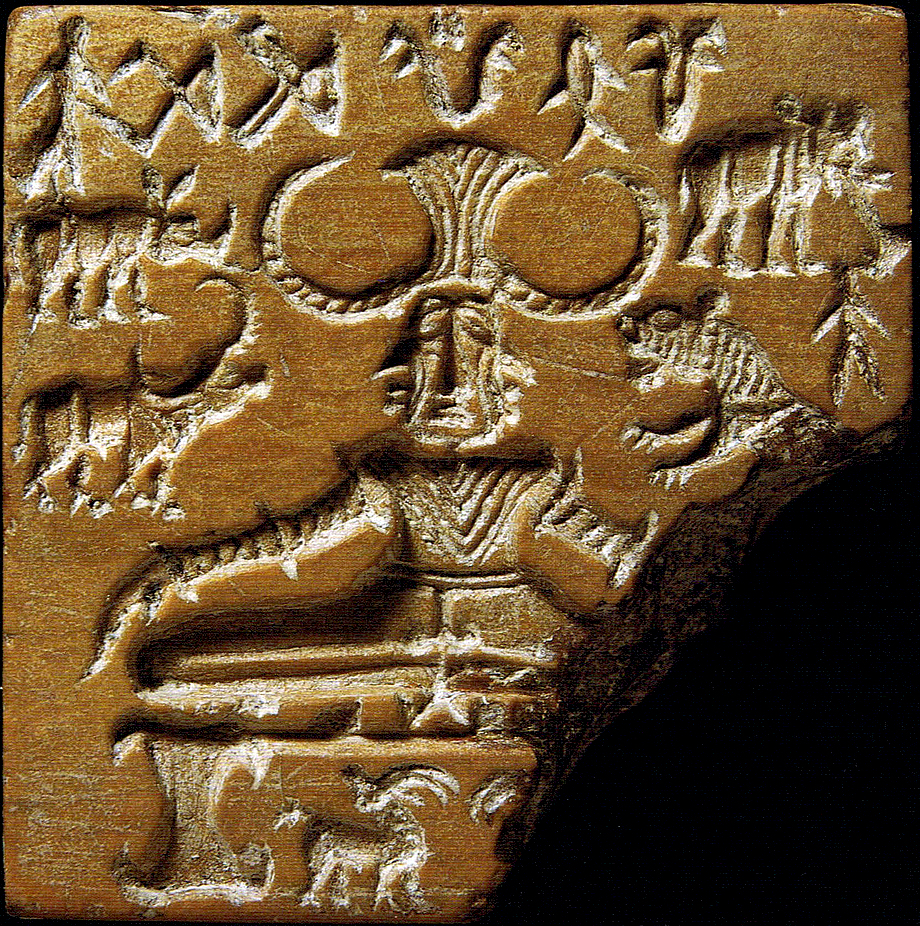
خدای پاشوپاتی ایندوس
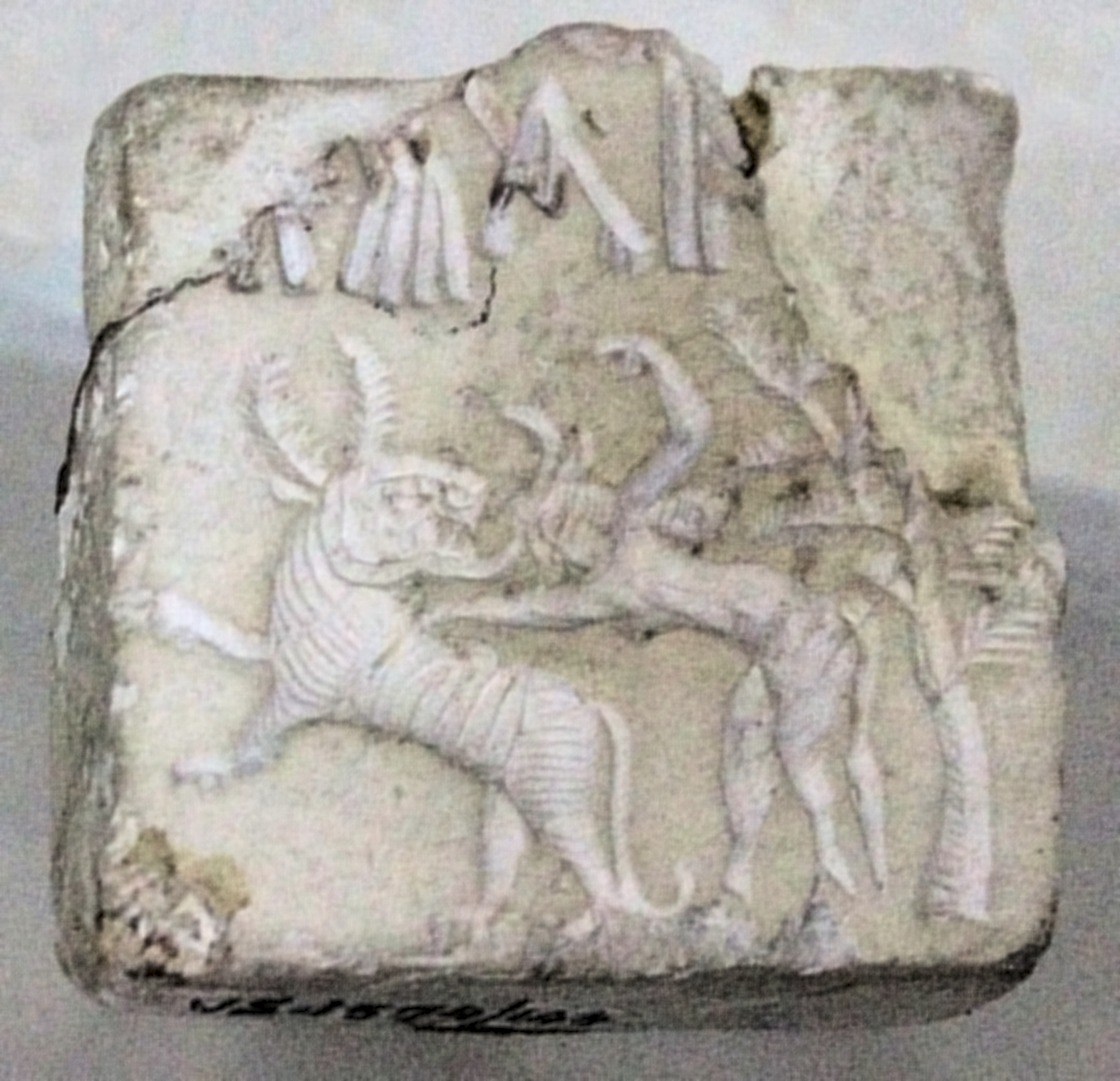
صحنه نبرد بین یک جانور و مردی با شاخ ، سم و دم ، که با گاو نر بین النهرین انکیدو مقایسه شده است .[۲۹][۳۲][۳۱] مهر تمدن دره ایندوس .
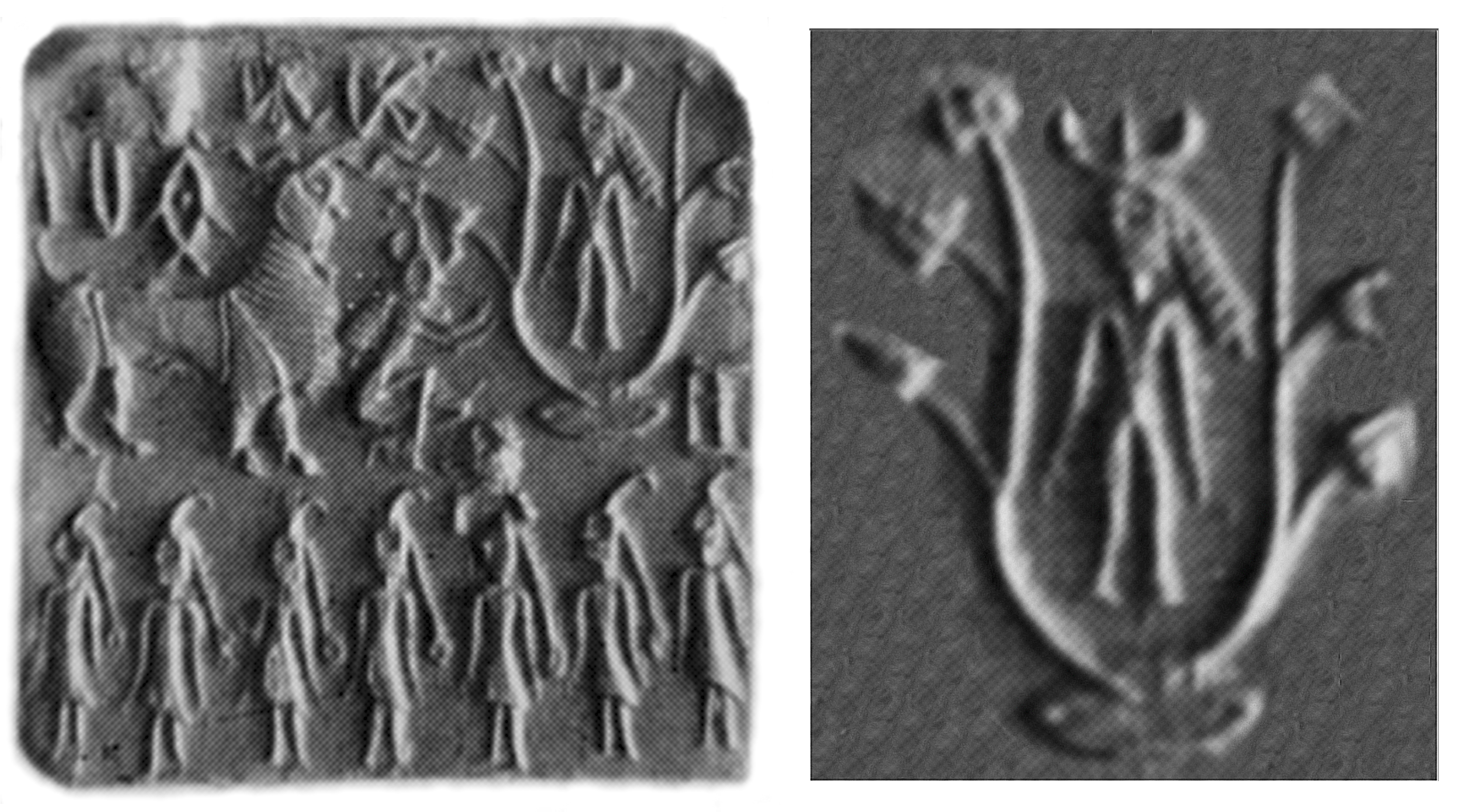
خدای شاخ‌دار با همراهان یک شاخ در مهر و موم دره ایندوس. خدایان شاخ‌دار یک مضمون استاندارد بین‌النهرینی است. ۱۹۰۰-۲۰۰۰ پیش از میلاد. موزه اسلام آباد.

### آمریکا
مار شاخ‌دار در اساطیر بسیاری از بومیان آمریکایی ظاهر می‌شود. جزئیات در بین قبایل متفاوت است و بسیاری از داستان‌ها شمایلی اسرارآمیز را با آب، باران، رعد و آذرخش مرتبط می‌کنند. مارهای شاخ‌دار مؤلفه‌های اصلی مجتمع‌های مراسمات جنوب شرقی پیش از تاریخ آمریکای شمالی بودند.

## شاخ‌های ذکر شده در انجیل
خدایان کنعانی، بعل و ال احتمالاً در اصل گاو خدایان شاخ‌دار بوده‌اند. : 15  : 28 
- مزمور ۷۵: ۱۰[۴۲]

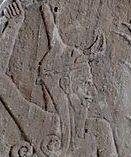
بعل با آذرخش، قرن ۱۳ الی ۱۵ قبل از میلاد. سنگ‌نگاره‌ای یافته شده در راس شامرا (شهر باستانی اوگاریت در سوریه کنونی)

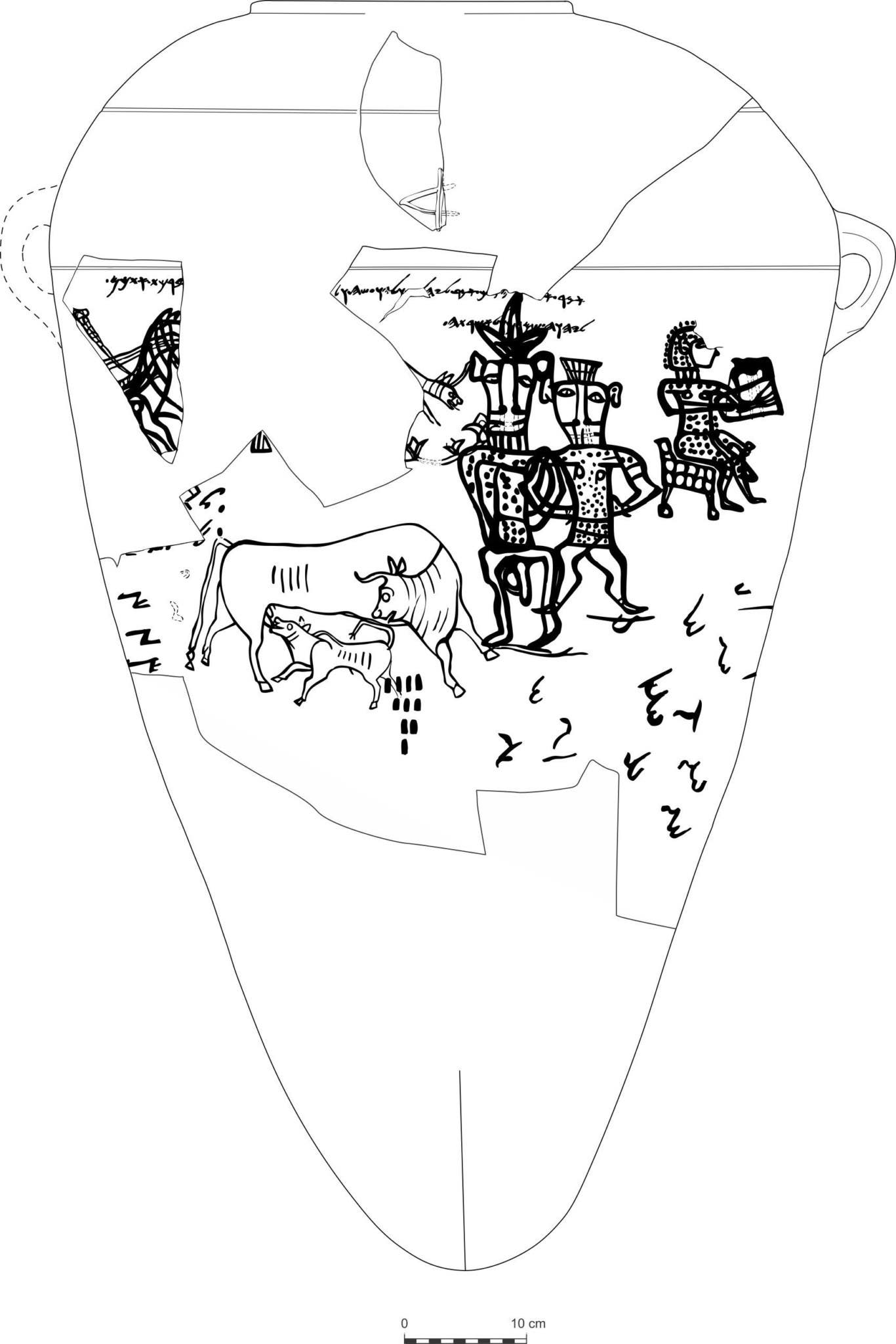
شمایلی از یک خدای شاخ‌دار. تصویری که روی تکه سفال موجود در کونتیل آجرود در بالای کتیبه "براختی اختم.. ""

«شاخ همه شریران را قطع خواهم کرد اما شاخ صالحان بلند خواهند شد.»
- سفر تثنیه ۳۳:۱۷[۴۳]

از نظر عظمت او (یعقوب) مانند گاو تازه تولد یافته است. شاخ‌های او شاخ گاو نر وحشی است. با آنها ملت‌ها را به خون خواهد کشید، حتی آن‌هایی را که در انتهای زمین هستند.
- مکاشفه ۱۳:۱۱[۴۴]

سپس جانور دوم را دیدم که از زمین بیرون می‌آید. این دو شاخ مانند بره داشت اما مانند اژدها صحبت می‌کرد.
- لاویان ۴:۷[۴۵]

باید که کاهن قدری از خون را بر شاخ‌های مذبح بخور معطر که در خیمه اجتماع است، به حضور خداوند بپاشد. و همه خون گوساله را بر بنیان مذبح قربانی سوختنی که به در خیمه اجتماع است بریزد.
- خروج

به تصویر کشیدن موسای شاخ‌دار ریشه در توصیف چهره موسی به عنوان "cornuta" ("شاخ‌دار") در ترجمه لاتین ولگاته از سفر خروج دارد که در آن موسی پس از دریافت ده فرمان برای بار دوم به نزد مردم بازمی‌گردد. انجیل دوئه-رنس Douay-Rheims ترجمه ولگاته را چنین به انجام رسانده: "و هنگامی که موسی از کوه سینا پایین آمد، او دو لوح شهادت را در دست داشت، و او نمی‌دانست که شمایلش در اثر مکالمه با خداوند شاخ‌دار شده است."

## تأثیر بر شیطان‌شناسی

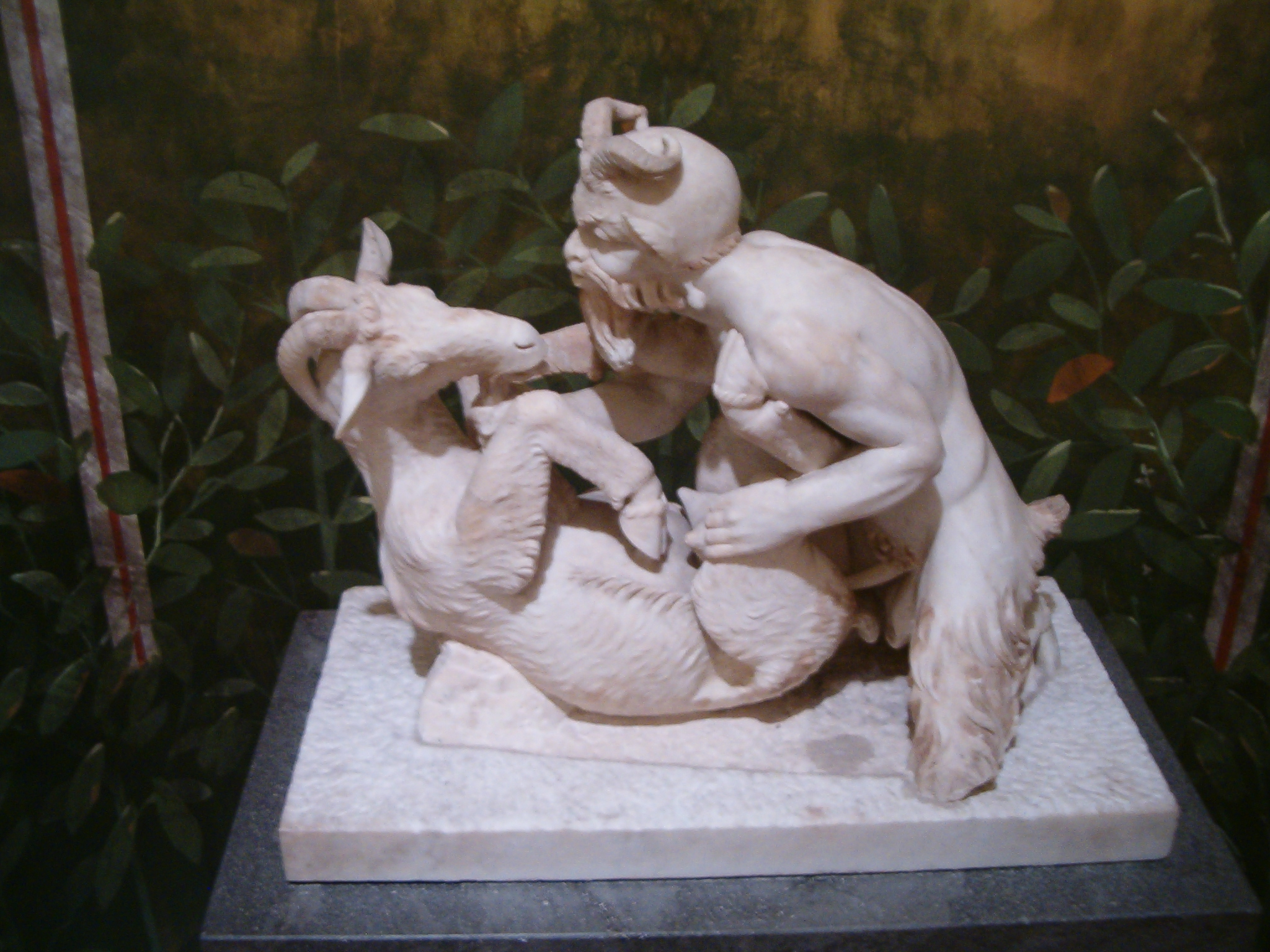
پان با بز رابطه جنسی برقرار می‌کند

### شیطان‌شناسی مسیحی
به نظر می‌رسد این ایده که شیاطین شاخ دارند، از فصل ۱۳ کتاب کتاب مکاشفه گرفته شده است. کتاب مکاشفه ظاهراً الهام بخش بسیاری از تصاویرسازی‌های شیاطین بوده است. این ایده همچنین با تصویرسازی از برخی خدایان باستانی مانند مولوخ، شدو و غیره همراه بوده است که به صورت گاو به تصویر کشیده شده‌اند، به عنوان مردانی با سر یک گاو، یا با به سر کردن شاخ گاو به عنوان تاج.

### بافومه مندس
نماد "خدای شاخ‌دار" شیطانی معروف به بافومه، مبتنی بر یک خدای قوچ مصری است که در مندس پرستش می‌شد به نام بانبتد (به معنای تحت‌اللفظی بع پروردگار جد (djed) و با عنوان "ارباب مندس") که روح ازیریس بود. مطابق کتاب اساطیر مصری: راهنمای خدایان و الهه‌ها کتاب سنت‌های مصر جرالدین هریس نویسنده آن‌ها اظهار می‌دارد: خدایان قوچ رع-آمون (رجوع کنید: فرقه آمون) و بانبتد، به صورت اثیری با ملکه مصر آمیختند. تا نسلی برای به ارث بردن تاج و تخت فراهم آید (نظریه ای مبتنی بر تصویری که در چندین معبد تبسی در مندس یافت شده است).
یک نهان‌شناس به نام الیفاز لووی در Dogme et Rituel de la Haute Magie (1855) تصاویر کارت شیطان در تاروت مارسی را ترکیب کرد و قوچ بانبتد را به عنوان یک بز مذکر بازسازی کرد و آنرا "بافومه مندز" (یا "بز مندس") توصیف کرد. ردپای این توصیف نادرست می‌تواند به کتاب دوم تاریخ هرودوت بازگردد، جایی که در آن هرودوت خدای مندس را به داشتن سر و پشم بز توصیف می‌کند، در حالی که در حقیقت بانبتد به صورت یک قوچ و نه یک بز نشان داده می‌شده است.

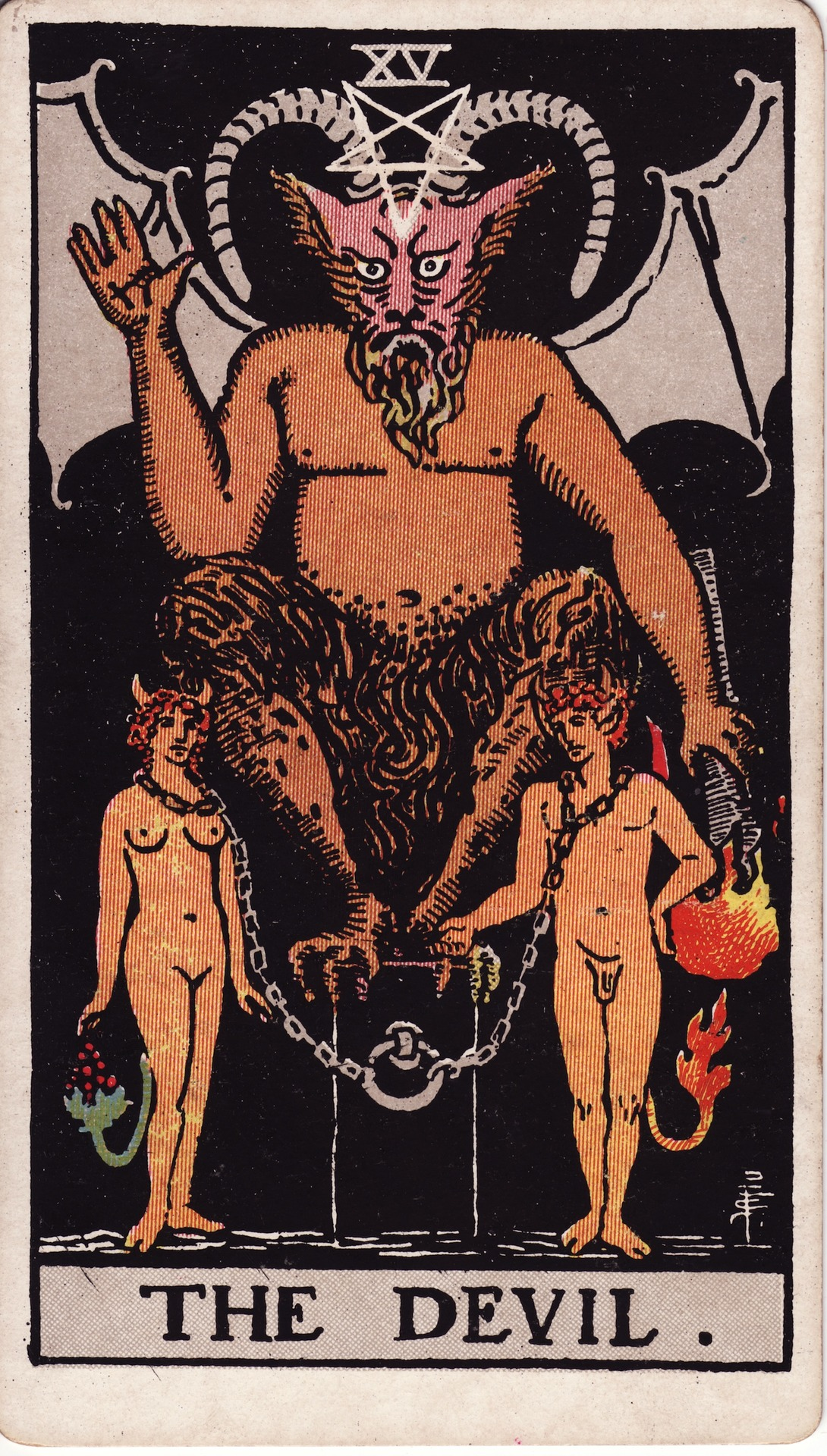
شیطان در تاروت Rider-Waite

بافومه لوی قرار بود به چهره مهمی در کیهان‌شناسی تلما، یعنی نظام خفیه‌ای که توسط آلیستر کراولی در اوایل قرن بیستم تأسیس شده بود بدل شود. ویژگی‌های بافومه در کیش کلیسای کاتولیک گنوسی که به صورت جمعی در آیین ستایش گنوسی این‌گونه در این جمله تلاوت می‌شود: "و من به مار و شیر، سر اسرارها، به نام او بافومه اعتقاد دارم."
بافومه لووی بعدها منبع تصویر شیطان در تاروت Rider-Waite شده است. مفهوم پنتاگرام سمت پایین روی پیشانی او از روی توصیفات لووی در بحث خود (بدون تصویر سازی) از بز مندس مزین به چنین پنتاگرامی برگرفته شده است. او در تضاد با مرد ریزساخته (microcosmic man) قرار گرفته که دارای یک پنتاگرام مشابه اما سر بالا بود.
تصویرسازی واقعی یک بز با یک پنتاگرام به سمت پایین برای اولین بار در کتاب La Clef de la Magie Noire در سال ۱۸۹۷ توسط استانیسلاس دی گوایتا ظاهر شد، بعداً به عنوان نمادی رسمی به نام سیگیل بافومت توسط کلیسای شیطان پذیرفته شد و استفاده از آن در میان شیطان‌پرستان همچنان ادامه دارد.

### نئوپاگانیسم

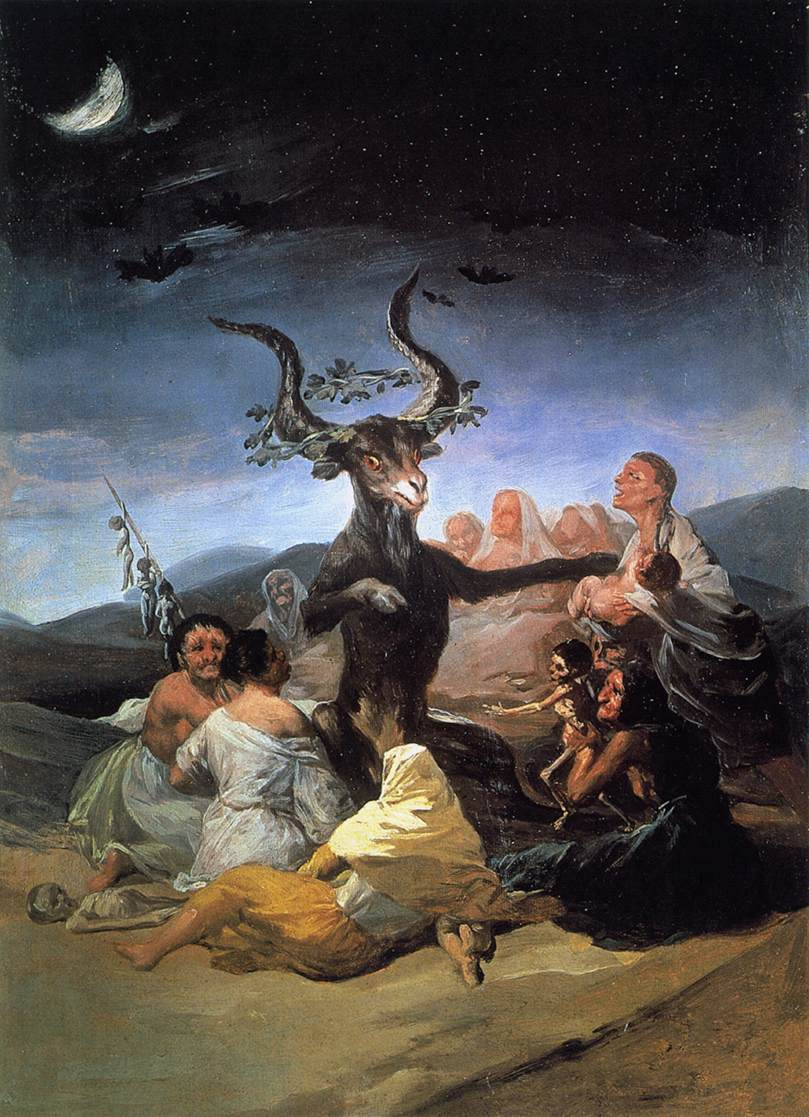
نقاشی فرانسیسکو دو گویا با عنوان جادوگران شبات (شنبه) که در آنشیطان را به همراه جادوگران شیطانی نشان می‌دهد. فرضیه فرقه جادوگران اظهار می‌دارد که چنین داستانهایی مبتنی بر یک فرقه بت‌پرستی واقعی است که یک خدای شاخ‌دار را تکریم می‌کنند

تعداد کمی از سنت‌های بازسازی شده نوپاگانی ابلیس یا شیطان آشکار (متظاهر) را به رسمیت می‌شناسند. با این حال، بسیاری از گروه‌های نئوپاگان به نوعی یک خدای شاخ‌دار را پرستش می‌کنند، به عنوان مثال به عنوان همسر الهه‌های سه‌گانه در ویکا. این خدایان معمولاً چهره‌های اساطیری مانند سرانوس یا پن را منعکس می‌کنند و به نظر می‌رسد هرگونه شباهتی که ممکن است با شیطان مسیحی داشته باشد فقط به قرن نوزدهم بر می‌گردد، زمانی که در یک واکنش مسیحی به اهمیت روزافزون پان در ادبیات و هنر در آن دوران، منجر به ترجمه تصویر او به عنوان شیطان شد.

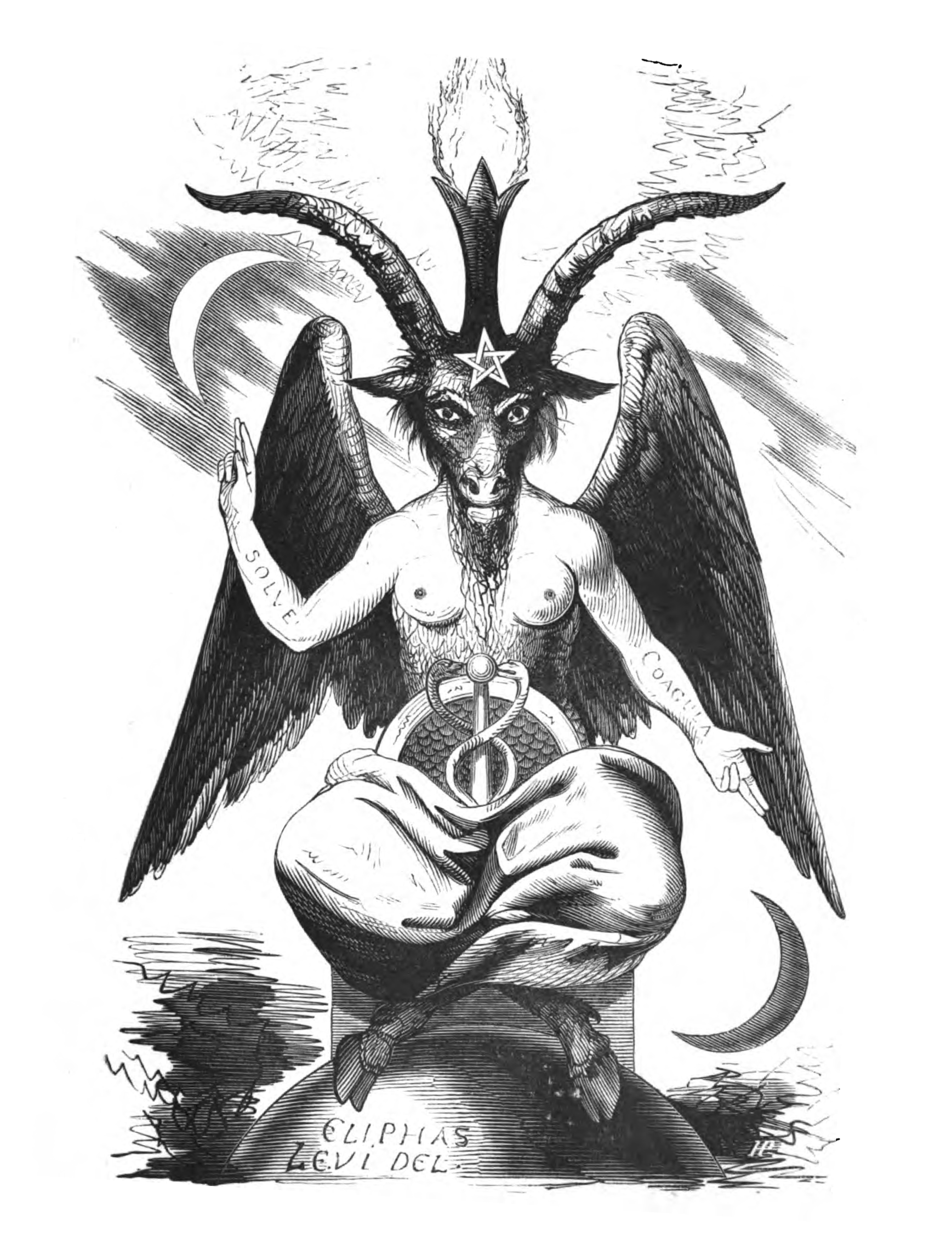
تصویر یک بز شاباتیک قرن نوزدهم

### فرضیه فرقه جادوگران
در سال ۱۹۸۵، مورخ دوره کلاسیک جورج لاک، در کتاب Arcana Mundi: Magic and the Occult in the Greek and Roman Worlds، این تئوری را مطرح کرد که ممکن است ریشه‌های فرقه جادوگر به اواخر عهد عتیق بازگردد، به عنوان فرقه ایمانی که در درجه اول برای پرستش خدای شاخ‌دار طراحی شده است. او استنتاج می‌کند از ادغام سرانوس، خدای شاخ‌دار سلتی، با پان / فانوس یونانی-رومی، ترکیبی از خدایان که خدای جدیدی ایجاد کرده و پیرامون آن مشرکان باقی مانده، آنهایی که از رجوع به مسیحیت امتناع می‌ورزند و این که این خدایان نمونه‌ای از پیش تصورات مسیحیان بعدی از شیطان را فراهم می‌آورد و نمازگزاران او توسط کلیسا به عنوان جادوگران معرفی می‌شدند.

### بعل‌الذباب

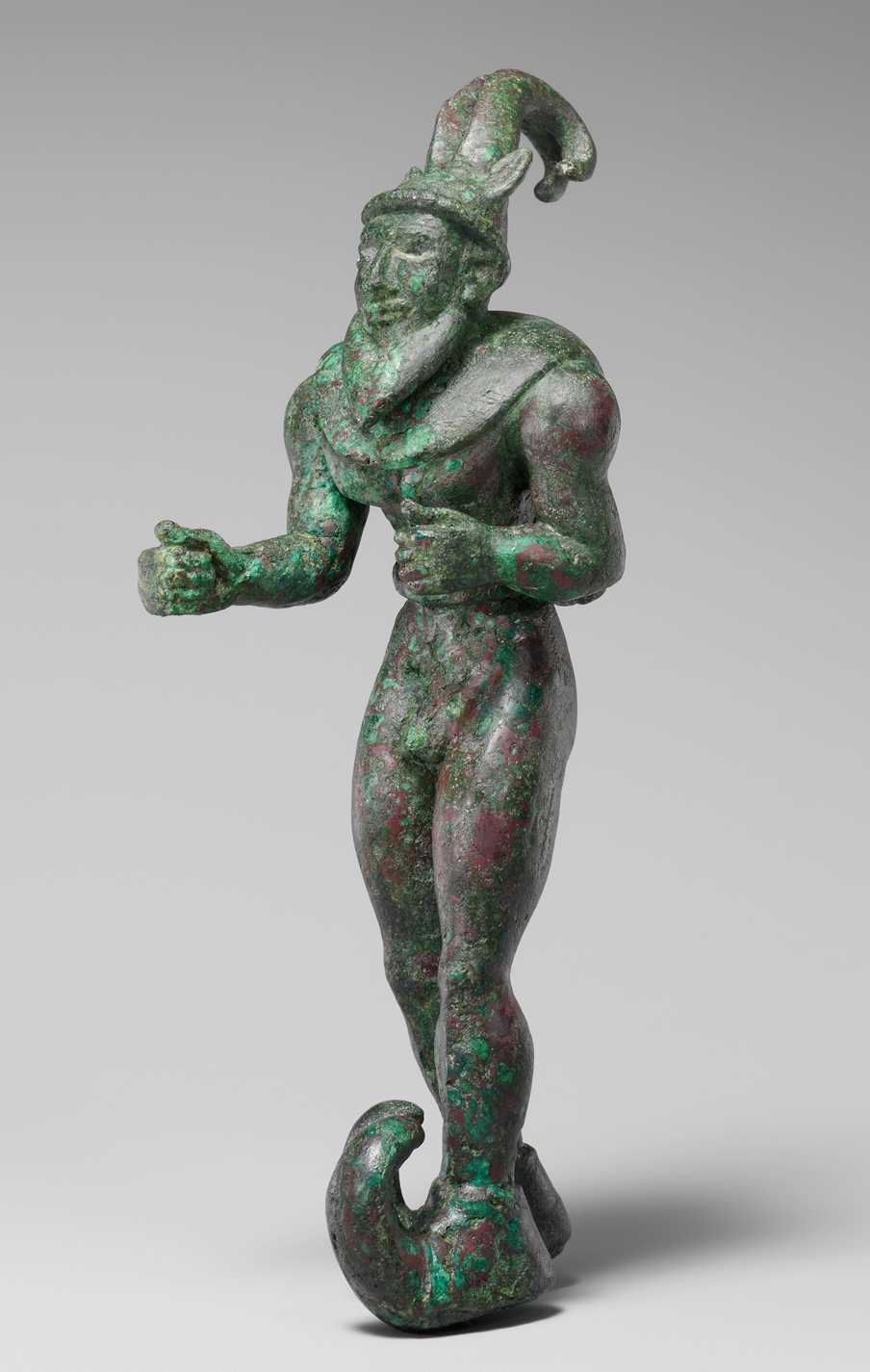
تمثال پاپیش‌گذاشته با شاخ‌های بزکوهی، پوست حیوانات بر دوش و چکمه‌های نوک تیز. از بین‌النهرین یا ایران، مربوط به ۳۰۰۰ سال پیش از میلاد در موزه متروپلیتن

ارتباط ضمنی بین شیطان و بعل‌الذباب (ارباب مگس‌ها) وجود دارد. او در اصل یک نیمه خدای ادیان سامی به نام بعل (تحت‌اللفظی: "خداوند") بود. بعل‌الذباب شناخته‌شده‌ترین شیطان در کتاب مقدس است که نام او همتراز شیطان است. نویسنده، نهان‌شناس و متافیزیک‌شناس میشل بلانگر معتقد است که بعل‌الذباب (به سخره از نام اصلی) در اصل خدای شاخ‌دار بعل حداد است که نماد اصلی فرقه‌اش گاو نر بود. به گفته دانشنامه جادوگران، جادوگری و ویکا، او حکمران جادوگران سابات ("synagoga") بود و این که جادوگران مسیح را با نام او تکذیب کرده و با شعار «بعل حداد» می‌رقصید.
همچنین تصور شده که بعل‌الذباب نفوذ خود را در ماجرای سالم، ماساچوست نیز گذاشته باشد: نام وی بارها و بارها در طول محاکمه جادوگران سالم برده می‌شود که در آخرین ابراز خشم گسترده در مقیاس عمومی نسبت به جادوگران در آمریکای شمالی یا اروپا و پس از آن بود. پس از آن بود که کشیش کوتون ماتر جزوه ای با نام از بعل‌الذباب و توطئه او نوشت.

## نوپاگانی
در سال ۱۹۳۳ مارگارت موری مصرشناس، کتابی را با عنوان خدای جادوگران منتشر کرد که در آن فرضیه پردازی کرده بود که پان فقط یکی از انواع خدایان شاخ‌داری بوده که توسط فرقه جادوگران در عرصه اروپا پرستش می‌شده است. این نظریه بر مفهوم نئوپاگان‌ها از خدای شاخ‌دار، به عنوان یک آرکی تایپ از مردانگی و تمایلات جنسی مردان تأثیر گذاشت. در ویکا، آرکی‌تایپ خدای شاخ از اهمیت بسیار بالایی برخوردار است و به اعتقاد معتقدان به آن توسط خدایانی همچون سرنونوس سلتیک، پاشوپاتی هندی و پان یونانی نمایان می‌شود. خدای شاخ‌دار در ویکا بر اساس ادیان نئوپاگان است که خدای خورشید را اغلب به همراه پوشش گیاهی به عنوان پادشاه مقدس یا پادشاه بلوط در آیین‌های نوپاگانی معرفی می‌کند. بیشتر اوقات، خدای شاخدار به عنوان خدای باروری مرد در نظر گرفته می‌شود. استفاده از شاخ به عنوان نمادی از قدرت به دوران باستان بازمی‌گردد. از مردم مصر باستان و کنعانیان عبادت بعل تا یونانیان، رومی‌ها، سلت‌ها و فرهنگ‌های مختلف دیگر. شاخ‌ها تاکنون در تصاویر مذهبی به عنوان نمادی از باروری و قدرت حضور داشته‌اند. و تا زمانی که مسیحیت شاخ‌داری را به عنوان بخشی از نمادنگاری خود به شیطان نسبت دادند خدایان شاخ‌دار در اسطوره‌شناسی غربی نشانی با شر در نظر گرفته نمی‌شدند.
بسیاری از نوپاگان‌های مدرن پرستش خود را بر یک خدای شاخ‌دار یا اغلب «خدا شاخ‌دار و یک یا چند الهه» متمرکز می‌کنند. عبادت الهه‌هایی مانند پان و دیونیسوس همانند سرنانوس سلتی به عبادات نوپاگان‌ها همچون مفاهیم سلتیک سرنانوس و Gwynn ap Nudd (یکی از رهبران اسطوره وایلد هانت) به نوپاگانیسم وارد شده است